# William Lamberton
William de Lamberton, algunas veces modernizado como William Lamberton (fallecido el 20 de mayo de 1328), fue un religioso católico escocés, Obispo de St Andrews desde 1297 (consagrado en 1298) hasta su muerte. Lamberton es renombrado por su influente papel durante las Guerras de independencia de Escocia. Apoyó la causa nacional bajo William Wallace primero y Robert Bruce después. Ofició la ceremonia de coronación de Robert Bruce, en un claro desafío a Eduardo I de Inglaterra que había convertido a Escocia en un señorío. Lamberton desempeñaría también un papel crucial en la redacción de la Declaración del Clero de 1310 y en la Declaración de Arbroath que llevaría a la independencia escocesa.
Durante el ejercicio de su cargo, Lamberton fue excomulgado por Roma debido a sus acciones durante las Guerras de Independencia, aunque se reconcilió con el Papado antes de su muerte.

## Infancia y juventud
Según algunas fuentes, Lamberton provenía de la antigua Baronia de Kilmaurs, en Ayrshire; si esto fuera cierto, su apellido original habría sido Cunninghame, la familia que había gobernado las tierras de Lambroughton desde tiempos ancestrales (McNaught 1912).
Otro posible origen sería el asentamiento de Lamberton, cerca de Berwick en la frontera inglesa (Logan Mack 1926). El nombre de Lamberton derivaría en este caso del germánico Lambert, mientras que Lambroughton, a veces deletrado Lamberton sería una corrupción del clan McLamroch.
El Diccionario Nacional de Biografía no clarifica los orígenes de la familia Lamberton, que sitúa originariamente en Berwickshire, aunque con propiedades en el noreste escocés a finales del siglo XII y en Stirlingshire en fechas posteriores. Las informaciones acerca del nacimiento y educación de Lamberton, así como de los inicios de su carrera son inciertos. Sí parece seguro que recibiera educación universitaria y a principios de 1293 se entró a formar parte del canon de Glasgow. Cuando en febrero de ese año se reunió el primer Parlamento del rey Juan I de Escocia, Lamberton era canciller de la catedral de Glasgow. Posteriormente fue enviado al extranjero por Robert Wishart, obispo de Glasgow para ampliar sus estudios durante uno o dos años antes de julio de 1295.

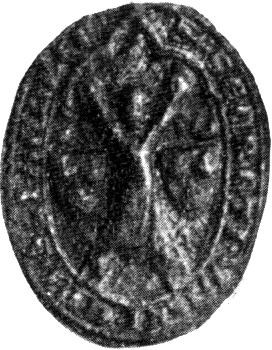
Sello del obispo William de Lamberton.

## Obispo de Saint Andrews
En 1298, Lamberton fue nombrado obispo de Sr. Andrews por el papa Bonifacio VIII, sucediendo en el cargo a William Fraser. La elección de Lamberton parece extraña teniendo en cuenta su juventud; sin embargo, según el historiador Geoffrey Barrow, Lamberton llegó al puesto de obispo gracias a William Wallace, por aquel entonces Guardián de Escocia, que veía en el joven Lamberton un potencial aliado en la lucha por la independencia, probablemente por su vinculación con el obispo Wishart, ferviente defensor de la Independencia. St. Andrews era entonces la sede episcopal más rica y poderosa de Escocia, lo que catapultó a Lamberton a los círculos del poder del país.
Los ingleses acusaría posteriormente a Wallece de forzar al Capítulo de Sain Andrews a elegir a Lamberton, aunque la evidencia parece sugerir que ya era un candidato bastante popular, contando con el apoyo de Nicholas Balmyle y William Comyn. Fue consagrado al año siguiente en Roma, antes de unirse a una delegación diplomática escocesa en Francia.
El ya obispo de Glasgow tomó al joven James Douglas como discípulo. El padre de Douglas había participado en las expediciones de Wallace en el norte de Inglaterra, por lo que había sido arrestado y sus tierras confiscadas. Lamberton presentó a Douglas en la corte y apoyó su petición para recuperar sus tierras, aunque sin resultados. Poco después, Douglas se convertiría en uno de los mejores amigos y hombres de confianza de Robert Bruce
Lamberton reconstruyó la Catedral de St. Andrews, el castillo de St. Andrews y las mansiones fortificadas de Inchmurdo, Monimail, Dairsie, Torry, Muckhart, Kettins, Monymusk, Lasswade y Stow.

## Papel en la Guerra de la Independencia
Tras convertirse en obispo, Lamberton pasó a tener el control de los vastos recursos de la diócesis, que usó para financiar la guerra contra Inglaterra. Desarrolló también una importante función diplomática, siempre en defensa de la independencia de Escocia, lo que le llegó a suponer la excomunión.

### Primera fase de la guerra
Lamberton debía buena parte de su posición a los esfuerzos de William Wallace, que había sido nombrado Guardián de Escocia en solitario tras la muerte de Andrew Moray en la batalla de Stirling Bridge en 1297. Lamberton siempre apoyó a Wallace, denunciando la intervención inglesa y defendiendo las actuaciones del Guardián; además, dio órdenes de destinar parte de los fondos de la iglesia a la financiación de operaciones militares. Sin embargo, tras su derrota en la batalla de Falkirk, el 22 de julio de 1298, Wallace renunció al cargo de Guardián.
En junio de 1298, justo después de su consagración, Lamberton se unió a la misión diplomática escocesa enviada a la corte de Felipe IV de Francia: sus actividades consiguieron que, tanto el rey francés como el papa Bonifacio VIII presionaran a Eduardo I para que este cesara en sus ataques a Escocia.
Tras la muerte de Wallace, Robert Bruce y John Comyn fueron nombrados Guardianes, pero la profunda enemistad entre ambos nobles llevó al nombramiento de Lamberton como mediador imparcial entre ambos. Sin embargo, su neutralidad no fue tal, ya que, mientras Comyn era partidario de mantener la situación con Inglaterra, tanto Bruce como Lamberton luchaban por una Escocia independiente. Entretanto, el 6 de abril de 1299, el rey Felipe IV, en una carta dirigida a los líderes escoceses, anuncia su apoyo a la causa escocesa pero, pese a las súplicas de Lamberton, no envía ayuda militar, aunque sus presiones logran que el depuesto Juan Balliol fuese puesto bajo custodia del papa en ese mismo año.

### Robert Bruce, rey de Escocia
Durante su época como Guardianes de Escocia, se estableció entre Lamberton y Bruce una fuerte relación, ya que ambos compartían el sueño común de una Escocia independiente del poder inglés. El 11 de junio de 1304, Lamberton y Bruce firmaron un pacto "para resisitir prudentemente los ataques de los rivales... para ser el consejo del otro en todos los asuntos y en todas las épocas...sin traiciones". Este vínculo llevará a que Lamberton abandone el bando de John Balliol y preste su apoyo incondicional a Bruce.
Se dice que, tanto Lamberton como el obispo Wishart dieron su bendición a Bruce para que este tomara las decisiones que considerara oportunas, y le animaron a ello. El 10 de febrero de 1306, Bruce asesinó a John Comyn en Greyfriars Church, en las cercanías de Dumfries Menos de siete semanas después, el 25 de marzo, fue coronado en la Abadía de Scone, en una ceremonia posiblemente oficiada por el propio Lamberton, antes de la Misa de Ramos. Días después. Bruce fue nuevamente coronado por Isabella MacDuff, condesa de Buchan.
Lamberton y Wishart serían encarcelados y encadenados por su participación en la ceremonia de coronación: "Sólo sus Órdenes les salvaron del ahorcamiento" escribe Barrow. Lamberton fue acusado posteriormente de traición a Eduardo I de Inglaterra

### Eduardo II
Tras la muerte de Eduardo I, Lamberton juró fidelidad a su hijo Eduardo II de Inglaterra, jurando perseguir a los enemigos del rey, pagar un recate de 6000 libras y permanecer en los límites de la sede episcopal de Durham. Lamberton siempre consideró que su juramento a Eduardo II había sido forzado y fruto de la necesidad, lo que anulaba su validez. Durante su estancia en Inglaterra, Lamberton se estableció a orillas del Tweed para poder mantener el contacto con las partes de su diócesis bajo dominio inglés. También escribió una carta a Felipe de Francia pidiendo ayuda para que le ayudara a escapar de Inglaterra. Durante varios años continuó interviniendo en negociaciones, tanto a favor de Eduardo como de Bruce. Sin embargo, cuando volvió junto a Robert Bruce en 1312, no se indica que el ahora rey de Escocia pudiera haberse sentido traicionado. El obispo nunca volvería a colaborar con los ingleses. Eduardo trató de que el papado expulsara a Lamberton de la sede de St. Andrews en 1318, acusándolo de traición, pero no tuvo éxito.

### Excomunión y reconciliación
Lamberton pasó el resto de su vida como obispo de St. Andrews y consejero de Roberto I. El 18 de noviembre, Lamberton y otros tres obispos escoceses fueron convocados a la corte papal de Aviñón. Sin embargo, la convocatoria fue ignorada y Lamberton fue excolmulgado el 16 de junio de 1320. Roberto I, Lamberton y la Comunidad del Reino enviaron tres réplicas por separado al papa Juan XXII; la última, conocida como la Declaración de Arbroath es la más famosa de todas, pero fue la respuesta a la misiva de Lamberton la que dejaba en suspenso la situación de excomunión hasta abril de 1321, dando tiempo a que Lamberton y el resto de escoceses pudieran reconciliarse con el papado. Finalmente, la excomunión que pensaba sobre Lamberton y Robert Bruce fue levantanda, legitimando la independencia del reino de Escocia.

## Muerte
Lamberton falleció en 20 de mayo de 1328, 18 días después de que Inglaterra reconociera oficialmente la plena soberanía de Escocia como estado totalmente independiente de Inglaterra. Fue enterrado en el lado norte del Altar Mayor de la catedral de St. Andrews el 7 de junio de ese mismo año.